# Nakrapiana przepaska niesie śmierć
Nakrapiana przepaska niesie śmierć (ang. Speckled Band, org. The Adventure of the Speckled Band) – opowiadanie kryminalne Arthura Conana Doyle’a należąca do cyklu o przygodach detektywa Sherlocka Holmesa. Pierwsza publikacja w lutym 1892 w The Strand Magazine, następnie w tym samym roku w zbiorze Przygody Sherlocka Holmesa. Ilustracje wykonał Sidney Paget.
Opowiadanie było także przekładane na język polski pod tytułami:  Nakrapiana przepaska, Centkowana wstęga, Pstra wstęga, Wstęga centkowana  i Wzorzysta wstęga.

## Fabuła
Panna Helena Stoner, mieszkająca u ojczyma, dr Roylotta, udaje się do Sherlocka Holmesa w sprawie tajemniczej śmierci swej siostry, Julii Stoner, która przed śmiercią wypowiedziała zagadkowe słowa: „To była przepaska! Nakrapiana przepaska!”. Do tego koło domu obóz założyli Cyganie, a w nocy słychać dziwne gwizdy. Czujne oko Holmesa dostrzega, iż petentka jest źle traktowana przez ojczyma. Wkrótce po wyjściu Heleny na Baker Street zjawia się sam Roylott. Zachowuje się agresywnie i wychodząc na znak swej siły wygina pogrzebacz, co skłania detektywa do pilniejszego zajęcia się sprawą. Sherlock Holmes i doktor Watson przybywają do posiadłości Roylotta i pod nieobecność antypatycznego gospodarza przeprowadzają wizję lokalną. Detektyw dochodzi do wniosku, że Julia padła ofiarą perfidnego morderstwa i zastawia pułapkę na sprawcę.
Arthur Conan Doyle uważał Przepaskę za najlepszą z przygód Holmesa.

## Ekranizacje
Opowiadanie było wielokrotnie ekranizowane (Holmes / Watson):
- 1964 pilot serialu produkcji BBC (Douglas Wilmer, Nigel Stock)[4]
- 1979 pierwszy odcinek serialu produkcji Lenfilm pt. „Знакомство” (Wasilij Liwanow, Witalij Sołomin)[5]
- 1979 w serii Sherlock Holmes i doktor Watson (Geoffrey Whitehead, Donald Pickering)[6]
- 1984 w serialu produkcji Granada TV (Jeremy Brett, David Burke)[7]